# Euproctis todara
Euproctis todara är en fjärilsart som beskrevs av Moore 1879. Euproctis todara ingår i släktet Euproctis och familjen tofsspinnare. Inga underarter finns listade i Catalogue of Life.